# Glover Trophy 1957
Glover Trophy 1957 je četrta neprvenstvena dirka Formule 1 v sezoni 1957. Odvijala se je 22. aprila 1957 na angleškem dirkališču Goodwood Circuit v West Sussexu. 

## Dirka
| Poz | Št | Dirkač             | Moštvo                   | Dirkalnik             | Krogi | Čas/Odstop   | Št. m. |
| --- | -- | ------------------ | ------------------------ | --------------------- | ----- | ------------ | ------ |
| 1   | 4  | Stuart Lewis-Evans | Connaught Engineering    | Connaught Type B-Alta | 32    | 50:49,8      | 5      |
| 2   | 5  | Jack Fairman       | Connaught Engineering    | Connaught Type B-Alta | 32    | + 6,8 s      | 7      |
| 3   | 2  | Ron Flockhart      | Owen Racing Organisation | BRM P25               | 32    | ?            | 4      |
| 4   | 10 | Jack Brabham       | Cooper Car Company       | Cooper T43-Climax     | 31    | +1 krog      | 8      |
| 5   | 8  | Jim Russell        | Gilby Engineering        | Maserati 250F         | 31    | +1 krog      | 11     |
| 6   | 6  | Tony Brooks        | Vandervell Products      | Vanwall VW 7          | 27    | +5 krogov    | 2      |
| Ods | 7  | Stirling Moss      | Vandervell Products      | Vanwall VW 3          | 13    | Motor        | 1      |
| Ods | 3  | Archie Scott Brown | Connaught Engineering    | Connaught Type B-Alta | 7     | Pritisk olja | 3      |
| Ods | 9  | Paul Emery         | Emeryson Cars            | Emeryson Mk1-Alta     | 1     |              | 10     |
| Ods | 1  | Roy Salvadori      | Owen Racing Organisation | BRM P25               | 0     | Zavore       | 6      |
| DNS | 14 | Cliff Allison      | Team Lotus               | Lotus 12-Climax       |       | Menjalnik    | (9)    |
| DNA | 12 | Keith Hall         | Team Lotus               | Lotus 12-Climax       |       |              |        |